# Coro da Eurovisão 2017
O I Coro do Ano de Eurovisión teve lugar o 22 de julho de 2017 na Areia Riga de Riga, Letónia, e foi a primeira edição do concurso. Foi produzido pela emissora letona Latvijas Televizija (LTV) junto ao Gabinete de Desenvolvimento do Turismo de Riga. Foi apresentado por Eric Whitacre e Eva Johansone.
Até agora, 9 países já confirmaram a sua participação no festival, incluindo o País de Gales, que marcará a sua segunda vez que o Reino Unido não participa como um estado unificado num evento da rede de Eurovisão (Gales já tinha debutado em 1994 em Jogos sem fronteiras).

## Localização
A Letónia sediou o seu primeiro evento na rede Eurovisão desde o Festival Eurovisão da Canção 2003, que aconteceu no Skonto Hall, em Riga.

### Sede do festival
Em 14 de Fevereiro de 2017, foi confirmado que o concurso inaugural iria tomar lugar na Arena Riga , localizado em Riga , Letónia. O complexo é usado principalmente para concertos, hóquei no gelo e basquete. Tem uma capacidade de 13 486 espectadores e foi construído em 2006 com a intenção de alojar o Campeonato Mundial de Hockey sobre Gelo de 2006. Ao longo dos anos, tem organizado actuações para numerosos artistas conhecidos de todo o mundo. Em 2015, foi anfitrião do time D do EuroBasket 2015.

## Formato
Os países concorrentes que são membros da União Europeia de Radiodifusão (UER) são elegíveis para participar no Coro da Eurovisão. Nove países participaram no evento inaugural. Cada país concorrente era representado por um coro profissional e cada um executava uma peça coral com duração não superior a seis minutos. Cada peça pode incluir singular ou várias obras musicais ou de um género livre; mas deve conter influência nacional ou regional do país participante. Os bilhetes para o evento começaram a ser vendidos a 15 de março de 2017. O coro vitorioso (Eslovénia) recebeu o título de Coro do Eurovisão do Ano 2017 e o dinheiro do prémio da Câmara Municipal de Riga.

### Apresentadores
Anunciados a 27 de fevereiro de 2017, o compositor e maestro vencedor do Grammy, Eric Whitacre, e a apresentadora da cultura LTV, Eva Johansone, foram os anfitriões do concurso inaugural que aconteceu a 22 de julho de 2017, em Riga, Letónia.

## Países participantes
| País          | Título original da canção                            | Coro                       | Lugar |
| País          | Tradução ao português                                | Idioma(s)                  | Lugar |
| ------------- | ---------------------------------------------------- | -------------------------- | ----- |
| Estónia       | «Absolute Tormis»                                    | Estonian TV Girls’ Choir   |       |
| Estónia       | -                                                    | Esloveno                   |       |
| Dinamarca     | «I Seraillets Have»«Wiigen-Lied»                     | Academic Choir of Aarhus   |       |
| Dinamarca     | Tenho que ter                                        | Dinamarquês                |       |
| Bélgica       | «Dans A Troupe»«Ensemble»                            | Lhes Pastoureaux           |       |
| Bélgica       | Na trop Jointo                                       | Francês                    |       |
| Alemanha      | «African Call»«Palettes»                             | Jazzchor Freiburg          |       |
| Alemanha      | Ligue para o Africana Palettes                       | Língua artificial / Alemão |       |
| Eslovénia     | «Ta na Solbici»«Adrca»«Aj, zelena je vsa gora»       | Carmen Manet               | 1     |
| Eslovénia     | Não o sei                                            | Esloveno                   | 1     |
| Hungria       | «Karádi Nóták»                                       | Béla Bartók Male Choir     |       |
| Hungria       | A canção de Karádi                                   | Húngaro                    |       |
| País de Gales | «Ou, Mountain, Ou»/«Mil Harddach»«Wade In The Water» | Côr Merched Sir Gâr        | 2     |
| País de Gales | -                                                    | Checo, Gaélico e Inglês    | 2     |
| Áustria       | «Ave Maria»«I Tua Wos I Wü»«Rah»                     | Hardchor Linz              |       |
| Áustria       | -                                                    | Latim / Alemão / Inglês    |       |
| Letónia       | «Grezna Saule Devesīs»«É čigāna meita biju»          | Spīgo                      | 3     |
| Letónia       | Sol no céu de lujoSoy uma pessoa, era filha de Roma  | Letão                      | 3     |

## Festival

### Júri
- Oīna Garanča (mezzosoprano letona)
- John Rutter (compositor britânico)
- Nicolas Fink (condutor suíço)

### Retransmissão e comentaristas
Espera-se que a maioria dos países envie comentários para Riga ou que comentem a partir de seu próprio país, a fim de fornecer informações aos participantes e, se necessário, fornecer informações sobre as votações.
- [[Predefinição:Country data Alemanha| Alemanha:]]  (SR, SWR e WDR)
- Áustria (ORF 2): Alexander Žigo e Teresa Vogl[18]
- Bélgica Camille De Rijck (Musiq'3 e La Trois)[19]
- Dinamarca Ole Tøpholm e Phillip Faber (DR K)
- Eslovénia Igor Velše (TV SLO 1)
- Estónia Eero Raun (ETV)
- País de Gales Morgan Jones e  Elin Manahan Thomas (S4C)
- Hungria (M5)
- Letónia (LTV1)

#### Países não participantes
- Albânia (RTSH 1, atrasado)
- França (ARTE)
- Sérvia (RTS 2)
- Ucrânia Ucrânia (Rádio Ucrânia, atrasada)